# فلمینگ پوولسن
فلمینگ پوولسن (انگلیسی: Flemming Povlsen؛ زادهٔ ۳ دسامبر ۱۹۶۶) بازیکن فوتبال اهل دانمارک است.
از باشگاه‌هایی که در آن بازی کرده‌است می‌توان به باشگاه فوتبال رئال مادرید کاستیا، باشگاه ورزشی آرهوس، باشگاه فوتبال بروسیا دورتموند، باشگاه فوتبال کلن، و باشگاه فوتبال پی‌اس‌وی آیندهوون اشاره کرد.
وی همچنین در تیم‌های ملی فوتبال زیر ۲۱ سال دانمارک و دانمارک بازی کرده‌است.